# Нджие, Абдурахман
Абдурахман «Абду» Нджие (англ. Abdourahman "Abdu" Njie, 31 октября 1973 года) — гамбийский футболист.

## Клубная карьера
Более 20 лет Нджие выступал в Германии, где он, в основном, играл в клубах низших лиг. Лишь три сезона гамбиец провел во Второй Бундеслиги за «Блау-Вайсс 1890», «Ваттеншайд 09» и «Оснабрюк». За это время он сыграл за них девять матчей. В сезоне 1993/1994 футболист выступал за коллектив из чешской элиты «Свит» (Злин).

## Карьера в сборной
За сборную Гамбии Абдурахман Нджие дебютировал 16 февраля 2003 года в товарищеском матче против Нигерии (0:1). Всего за национальную команду он провел шесть матчей, в которых забил один гол в ворота сборной Либерии в рамках встречи отборочного турнира Чемпионата мира по футболу 2006 года.